# Campeonato Paulista de Futebol de 1948
O Campeonato Paulista de Futebol de 1948 foi a 8.ª edição do campeonato organizado pela FPF. Teve como campeão a equipe do São Paulo e o Santos como vice, dois pontos atrás do líder.
O artilheiro foi da equipe do Ypiranga, Cilas, com 19 gols.

## História
Santos e São Paulo eram os dois concorrentes reais ao título de 1948 na metade final do campeonato, com o São Paulo mantendo uma distância de 2 pontos de vantagem até a antepenúltima rodada. No Choque Rei contra o Palmeiras, houve um empate em 3 a 3. O Santos vem então à capital e derrota o Comercial, diminuindo a distância para apenas 1 ponto faltando 2 jogos.
Em 12 de dezembro, o Santos vence o derby da baixada contra a Portuguesa Santista por 4 a 1, enquanto o São Paulo vence por 2 a 1 o jogo contra a Portuguesa de Desportos.
Em seu último jogo (o único do dia no campeonato), o São Paulo, com 32 pontos, enfrenta o último colocado do Paulistão, o Nacional, precisando de uma vitória simples para garantir o título. Se empatasse, dependeria do resultado do Santos numa parada duríssima contra o Ypiranga, justo o terceiro colocado. 
O Santos, com  31 pontos, torcia para uma derrota do São Paulo, para ultrapassá-lo caso vencesse. Poderia até haver uma final desempate, caso São Paulo empatasse e o Santos vencesse, ou o São Paulo perdesse e o Santos empatasse.
Mas o São Paulo venceu o lanterna por 4 a 2 e conquistou seu 5º título paulista.

## Campanha do Campeão
- 09/05/1948 Comercial (São Paulo) 2-2 São Paulo

- 22/05/1948 São Paulo 6-1 Nacional

- 20/06/1948 São Paulo 1-2 Juventus

- 03/07/1948 São Paulo 2-0 Portuguesa Santista

- 11/07/1948 Corinthians 0-2 São Paulo

- 01/08/1948 Ypiranga 2-3 São Paulo

- 15/08/1948 São Paulo 2-1 Palmeiras

- 22/08/1948 Jabaquara 0-1 São Paulo

- 29/08/1948 Portuguesa de Desportos 0-2 São Paulo

- 04/09/1948 São Paulo 3-2 Santos

- 12/09/1948 São Paulo 2-0 Jabaquara

- 19/09/1948 São Paulo 3-0 Comercial (São Paulo)

- 03/10/1948 Santos 2-1 São Paulo

- 17/10/1948 Portuguesa Santista 0-2 São Paulo

- 24/10/1948 São Paulo 3-1 Ypiranga

- 07/11/1948 São Paulo 2-0 Corinthians

- 13/11/1948 São Paulo 8-0 Juventus

- 28/11/1948 Palmeiras 3-3 São Paulo

- 12/12/1948 São Paulo 2-1 Portuguesa de Desportos

- 18/12/1948 Nacional 2-4 São Paulo

## Jogo do título
- Jogo: Nacional 2 x 4 São Paulo[5]
- Data: 18 de dezembro de 1948
- Horário: À tarde
- Local: Estádio do Pacaembu
- Público: ???
- Renda: Cr$ 127.360,20
- Árbitro: Luís Cherubim da Silva Torres
- Gols: Ponce de León (2), Leônidas da Silva e Remo (SP)
- São Paulo: Mário; Savério e Mauro Ramos; Bauer, Rui e Noronha; China, Ponce de León, Remo Januzzi, Leônidas da Silva e Teixeirinha. Técnico: Vicente Feola
- Nacional: Aldo; Dedão e Rubens; Damasceno, Wallace e Inglês; Zé Carlos, Charuto, Carlos, Flávio e Tureli. Técnico: 
  - Jogo preliminar: São Paulo (aspirantes) 3 x 3 Nacional (aspirantes)

## Classificação final
| Classificação - Final | Classificação - Final  | Classificação - Final | Classificação - Final | Classificação - Final | Classificação - Final | Classificação - Final | Classificação - Final | Classificação - Final | Classificação - Final | Classificação - Final | Classificação - Final |
| Time | Time                   | Pts                   | J                     | V                     | E                     | D                     | GP                    | GC                    | SG                    |                       |                       |
| --- | ---------------------- | --------------------- | --------------------- | --------------------- | --------------------- | --------------------- | --------------------- | --------------------- | --------------------- | --------------------- | --------------------- |
| 1 | São Paulo              | 34                    | 20                    | 16                    | 2                     | 2                     | 54                    | 19                    | 35                    |                       |                       |
| 2 | Santos                 | 32                    | 20                    | 15                    | 2                     | 3                     | 54                    | 31                    | 23                    |                       |                       |
| 3 | Ypiranga               | 27                    | 20                    | 11                    | 5                     | 4                     | 44                    | 24                    | 20                    |                       |                       |
| 4 | Corinthians            | 26                    | 20                    | 11                    | 4                     | 5                     | 50                    | 32                    | 18                    |                       |                       |
| 5 | Portuguesa             | 20                    | 20                    | 9                     | 2                     | 9                     | 49                    | 34                    | 15                    |                       |                       |
| 6 | Palmeiras              | 19                    | 20                    | 7                     | 5                     | 8                     | 29                    | 32                    | -3                    |                       |                       |
| 7 | Juventus               | 19                    | 20                    | 7                     | 5                     | 8                     | 32                    | 49                    | -17                   |                       |                       |
| 8 | Portuguesa Santista    | 17                    | 20                    | 6                     | 5                     | 9                     | 29                    | 41                    | -12                   |                       |                       |
| 9 | Comercial de São Paulo | 12                    | 20                    | 5                     | 2                     | 13                    | 35                    | 52                    | -17                   |                       |                       |
| 10 | Jabaquara              | 7                     | 20                    | 2                     | 3                     | 15                    | 21                    | 46                    | -25                   |                       |                       |
| 11 | Nacional               | 7                     | 20                    | 2                     | 3                     | 15                    | 18                    | 55                    | -37                   |                       |                       |
| Pts — Pontos ganhos; J — Jogos; V - Vitórias; E - Empates; D - Derrotas; GP — Gols Pró; GC — Gols Contra; SG — Saldo de Gols; |                        |                       |                       |                       |                       |                       |                       |                       |                       |                       |                       |

|  |         |
|  | Campeão |

## Premiação
| Campeão Paulista de 1948 |
| ------------------------ |
| SÃO PAULO (5º título)    |

## Artilheiros
| Pos. | Jogador           | Equipe      | Gols |
| ---- | ----------------- | ----------- | ---- |
| 1    | Cilas             | Ypiranga    | 19   |
| 2    | Odair             | Santos      | 14   |
| 3    | Nininho           | Portuguesa  | 13   |
| 4    | Cláudio           | Corinthians | 12   |
| 5    | Pinhegas          | Santos      | 11   |
| 5    | Pinga             | Portuguesa  | 11   |
| 5    | Renato            | Portuguesa  | 11   |
| 5    | Leônidas da Silva | São Paulo   | 11   |
| 9    | Baltazar          | Corinthians | 10   |
| 9    | Ponce de León     | São Paulo   | 10   |
| 9    | Milani            | Juventus-SP | 10   |
| 12   | Paulo             | Santos      | 9    |